# يفي اودليتس
جوفان اودلي المشهورة ب«يفي اودلي» هي ممثلة بلباس امرأة ومصممة أزياء ومقدمة برامج أمريكية الجنسية من دنفر كولارلدو وأصبحت محط الانظار في عام 2019 عندما فازت بالموسم الحادي عشر من برنامج روبول للممثلين الدراق. بالإضافة إلى الفيديوهات الموسيقية والعروض لقد اكتشفت ما تراه قوة تحويلية للممثل عن طريق عمل متحف يحتوي على فن قابل للارتداء في برنامج «يفي اودليتس» على منصة «وأو برزينت بلس».

## النشأة والتعليم
ولدت جوفان بريدجز في 22 أغسطس 1993 في دنفر بولاية كولورادو. عندما كانوا طفلين، كانوا يلعبون بمكياج والدتهم ويرتدون ملابس أختهم، «عندما كنت طفلاً في السادسة من العمر أرتدي تنورات أختي ومكياجها، كان والداي مثل،» اخلع هذا «. فقلت لماذا؟ شعرت بالجمال وكنت أنام في التنورة كل ليلة.» شاركت في الجمباز والأنشطة الأخرى اللامنهجية حتى تم تشخيصها بمتلازمة إهلرز دانلوس في سن الخامسة عشرة. بدأوا المسرح الموسيقي كنشاط بديل.
. وصفت بريدجز أول مرة ترى فيها رجل بلباس امرأة كانت في المدرسة المتوسطة عندما تنكر زميلهت بالصف بلباس بنت ليل بمناسبة الهالوين وجذب عندها الكثير من الانتباه.في عيد الهالوين التالي تنكر«بريدجز» بلباس بنت ليل وقد استمتع بصدمة اقرانه وإعجابهم.التحقت بريدجز بمدرسة إيست الثانوية، وذهب إلى الكلية في حرم أواريا الجامعي، وكلاهما في دنفر.

## مسارها المهني
التزمت اودلي بالتمثيل بلباس امرأة بعد رؤية شارون نيدلز في الموسم الرابع من RuPaul's Drag Race الذي تم بثه في عام 2012، مشيرًا إلى أن «شارون نيدلز كان مخيفًا. كان مكياجها رهيبًا. كانت مكرسة للفن والذكاء أكثر من كونها أنثى ساحرة منتحلة». قبل ذلك، لم تغتنم اودلي جميع الفرص التي قدمها كونها ممثل بلباس امرأة لأنها اعتبرت نفسها مجرد «رجل نحيف، أسود، مثلي الجنس.»
بدأت اودلي في ممارسة التمثيل بلباس امرأة أثناء الكلية في عام 2012 عندما استضافت Venus D'lite من RuPaul's Drag Race ورشة عمل في حرم الكلية بمناسبة عيد الحب. "لقد جربت بعض المكياج (أو الشبح)، وارتديت باروكة شعر مستعارًا وفستانًا أحمر رخيصًا للغاية، وقفزت للخلف في طريقي على أغنية " Scheiße "من غناء ليدي غاغا. كانت أولى عروضوها في مشرب تراكس للشواذ في دنفر. جاءت Yvie Oddly من لعبة الكلمات للتعبير عن "كونها أكثر غرابة من أي شخص آخر". سرعان ما اكتسبت سمعة طيبة لامتلاكهت "مظهر فاحش وغير تقليدي على المسرح". جاء براعتها من الضرورة المالية لأن جعل المظهر "الأكثر روعة أو أغلى" لم يكن خيارًا، قائلة "لقد أحببت دائمًا العمل مع المواد الموجودة حولي." في عام 2014 شاركت في الفيديو الموسيقي لفيلم "Dressed to Kill" لشارون نيدلز.
فازت اودلي في مسابقة ملكة دنفر المطلقة في عام 2015. في وقت لاحق من ذلك الصيف، أصبحت اودلي عضوًا في فريق Drag Nation؛ افتتحت لنجمة البوب ميا على المسرح الرئيسي لمهرجان برايد. وأدت في بوهيميا حظر الشهوة. كان أيضًا في الفيديو الموسيقي لأغنية Negative Nancy لأدور ديلانو في عام 2017.
في عام 2017، قالت اودلي إنه يستخدم التمثيل بلباس امرأة لمواجهة أدوار الجنسين. في عام 2018، عندما سُئلت عن جمالياتها في التمثيل بلباس امرأة، قالت اودلي إنها تحب أن تصدم وتفاجئ بشيء لم يراه الجمهور من قبل، بما في ذلك المظهر الدرامي، حتى باستخدام مواد غير تقليدية وعثر عليها. في عام 2019، وصف نفسه بأنه ملكة التمثيل بلباس امرأة التي تمزج «الفن والموضة والأداء والمفهوم». لقد استلهمت تصميمها من مصمم الأزياء الفرنسي تييري موغلر، والمصمم البريطاني ومصمم الأزياء الراقية ألكسندر ماكوين، وملكة التمثيل بلباس امرأة «الإرهابية» كريستين.
في عام 2018، كانت اودلي مديرة على مشرب التمثيل بلباس امرأة في موطنها في دنفر وكذلك ملكة التمثيل بلباس امرأة، وكانت تتطلع إلى تحويل شغفه للتمثيل بلباس امرأة إلى وظيفة بدوام كامل. شعرت أن الوقت لإجراء تغيير جذري في حياتها حتى لو لم يتمكن شريط الاختبار الخاص بها من إدخالها إلى RuPaul's Drag Race.

### سباق RuPaul للتمثيل بلباس امرأة
تم الإعلان مشاركة اودلي في الموسم الحادي عشر من RuPaul's Drag Race في يناير 2019 ؛ كانت هذه هي المرة الثالثه التي تشارك فيها كمتسابقة. وهي ملكة التمثيل بلباس امرأة لثانية من دنفر التي تنافس في سباق الدراق، بعد نينا فلاورز. خلال المنافسة كانت اودلي معروفة باطلاتها الغربية والإبداعية، كان لقدرتها على التقديم وشخصيتها الغريبة والصريحة دور في أن تصبح المفضلة لدى الجماهير والحكام. قال اودلي أن وقت المنافسة كانت وحيدة إلى حد ما لأنها لم تكن قادرة على التحدث إلى الأصدقاء أو العائلة. تحدثت عن دوافعها للمنافسة في العرض:
"لقد بدأ ان يرى خلال انطباع مزدوج ل ما نتوقع ان نراه من التمثيل بلباس امرأة لاني أنشأت وطورت من نفسي وان كنت تملك المال وترتدي شيئا براقا أمام الناس فسيعجبون بك، واردت ان اذكر الناس أن هذا النوع من الفن وهو فن لاحرار جنس كانت اودلي الفائز ة في الحلقة الثانية التحدي الرئيسي مع Scarlet Envy .